# آلیانتس فرانسه
آلیانتس فرانسه (به آلمانی: Allianz France) شرکت بیمه فرانسوی است، که در سال ۱۸۱۸ تحت نام شرکت بیمه عمومی فرانسه (به‌اختصار: ای‌جی‌اف) تأسیس گردید.
اکثریت سهام این شرکت در سال ۱۹۹۸ توسط شرکت بیمه آلمانی آلیانتس خریداری شد و تا ماه ژوئیه سال ۲۰۰۷ آلیانتس مالکیت ۱۰۰ درصد سهام ای‌جی‌اف را بدست آورد، سپس نام شرکت را به آلیانتس فرانسه تغییر داد، که در پی آن این شرکت از فهرست بازار بورس اوراق بهادار پاریس خارج شد.